# Peter Tosh And Friends - Black Dignity
Pour les articles homonymes, voir Tosh.
Albums par
Peter Tosh And Friends - Black Dignity, sous-titrée Early Works of the Steppin' Razor est une compilation du musicien reggae Peter Tosh, éditée en 2005 par Trojan.

## Liste des chansons
1. Peter Tosh & The Wailers - Brand New Second Hand
2. Peter Tosh - Them A Fe A Beaten
3. Winston Wright & Larry McDonald – Reuben
4. Peter Tosh & The Wailers - Stop The Train
5. Peter Tosh - Here Comes The Judge
6. Winston Wright – Rebelution
7. The Destroyers - Ah So
8. Peter Tosh & The Wailers - Soon Come
9. Peter Tosh & The Upsetters – Memphis
10. Peter Tosh - Arise Black Man
11. Peter Tosh & The Wailers - Four Hundred Years
12. Peter Tosh - Maga Dog
13. Peter Tosh & Winston Scotland - Skanky Dog
14. The New Generation - Boney Dog
15. Joe Gibbs & The Love Generation - Fat Dog
16. Bunny Flip - Maingy Dog
17. Peter Tosh & The Wailers - Go Tell It On The Mountain
18. Peter Tosh - Nobody's Business (Aka Leave My Business)
19. Peter Tosh & The Wailers – Downpressor
20. Peter Tosh & The Soulmates - Rudie's Medley
21. Peter Tosh & The Wailers - Can't You See
22. Peter Tosh - Black Dignity
23. Peter Tosh & U Roy - (Earth's) Rightful Ruler
24. Peter Tosh & The Wailers - Brand New Second Hand (Alternative Version)